# Entziehung Minderjähriger
Die Entziehung Minderjähriger ist ein Straftatbestand im deutschen Strafrecht, der die Kindesentführung, konkret die Wegnahme einer nicht volljährigen Person von einem oder beiden Elternteilen, dem Vormund oder Pfleger, unter Strafe stellt.

## Straftatbestand
In Deutschland ist dies ein Vergehen oder bei Gefährdung des Opfers ein Verbrechen nach § 235 des Strafgesetzbuches. 
Auch Angehörige können sich der Entziehung Minderjähriger strafbar machen. Ob das entzogene Kind im Inland verbleibt oder ins Ausland verbracht oder im Ausland vorenthalten wird, ist bei der Begehung der Tat durch Nicht-Angehörige unerheblich. Bei minderjährigen Personen unter 18 Jahren (also Kinder und Jugendliche) ist deren Entziehung oder Vorenthaltung mittels Gewalt, Drohung mit einem empfindlichen Übel oder durch List durch Jedermann strafbar, daher auch durch Angehörige; bei Kindern, also Personen unter 14 Jahren, ist deren Entziehung oder Vorenthaltung ohne Einsatz der vorgenannten Tatmittel Gewalt, Drohung oder List nur durch Nicht-Angehörige strafbar. Ein Minderjähriger, ganz gleich ob Kind oder Jugendlicher, der sich freiwillig und ohne überlistet worden zu sein ohne Einwilligung des Sorgerechtsinhabers bei einem Angehörigen im Inland aufhält, wird dem Sorgeberechtigten weder vorenthalten, noch ist er ihm durch den Angehörigen entzogen worden. 
Etwas Anderes gilt in Bezug auf Angehörige eines Kindes bei ihrer Entziehung in das Ausland oder ihrer Vorenthaltung im Ausland (§ 235 Abs. II StGB). Diese Regelung soll Sorgeberechtigte davor schützen, dass ein Kind gegen ihren Willen ins Ausland verbracht oder ihnen dort vorenthalten wird, da in diesen Fällen die Durchsetzung des Rechts in der Regel in besonderer Weise erschwert ist. Daher sind hier diesmal auch Angehörige vom Täterkreis erfasst, wenn sie in der besonderen Absicht des § 235 Abs. II StGB gehandelt haben, also die Entziehung erfolgte, um das Kind in das Ausland zu verbringen oder das Kind im Ausland vorenthalten wird, nachdem es entweder dorthin verbracht worden ist oder sich, gleich ob freiwillig oder durch List, gegen den Willen des Sorgeberechtigten dorthin begeben hat. Gegen Verbringung ins oder Vorenthaltung im Ausland durch Nicht-Angehörige sind Sorgeberechtigte und das Kind bereits durch § 235 Abs. I Nr. 2 StGB geschützt, da es dort auf ein Motiv der Tat gar nicht erst ankommt.
Gegen die Verbringung von Minderjährigen unter 18 Jahren (also Kindern und Jugendlichen) ins oder Vorenthaltung im Ausland durch Angehörige mittels Gewalt, Drohung oder List schützt bereits ebenfalls § 235 Abs. I StGB, hier jedoch Nr. 1 und § 235 Abs. II StGB, wenn die besonderen Tatmittel Gewalt, Drohung oder List durch den oder die Angehörigen nicht angewendet worden sind (bei der Entziehung von Kindern). Das angedrohte Strafmaß ist jedoch in beiden Fällen erstaunlicherweise das gleiche.
Wer den Minderjährigen mit der Tat in Lebensgefahr oder in die Gefahr einer schweren Gesundheitsschädigung oder einer erheblichen Schädigung der körperlichen oder seelischen Entwicklung bringt, sie gegen Bezahlung begeht oder um sich oder einen Dritten dabei zu bereichern, wird nach deutschem Recht  mit Freiheitsstrafe von ein bis zehn Jahren, in minder schweren Fällen von sechs Monaten bis zu fünf Jahren bestraft.
Mit einer Freiheitsstrafe von drei Jahren bis zu fünfzehn Jahren wird bestraft, wer als Täter den Tod des Opfers fahrlässig verursacht, in minder schweren Fällen ist die Dauer der Freiheitsstrafe auf ein bis zehn Jahre beschränkt.
Liegt kein mit erhöhter Strafe bedrohter Fall vor, ist die Entziehung Minderjähriger ein Antragsdelikt. Die Tat wird somit nur auf Antrag der Erziehungsberechtigten verfolgt, außer im Falle besonderen öffentlichen Interesses an der Strafverfolgung. Bewirkt der Täter, dass das Kind an einem anderen Ort festgehalten wird (z. B. bei seinen Verwandten), so liegt ein Dauerdelikt vor. Der Täter kann dann immer wieder aufs Neue verurteilt werden, bis er entweder das Kind freilässt oder dieses volljährig wird.
Kein strafbarer Fall der Entziehung Minderjähriger liegt vor, wenn sich ein Minderjähriger selbst dem Einfluss des Sorgeberechtigten entzieht. Das wird damit begründet, dass für den Minderjährigen keine Rechtspflicht bestehe, sich für den tatsächlichen Einfluss durch den Sorgeberechtigten zur Verfügung zu halten. Da die Selbstentziehung für den Minderjährigen selbst straflos ist, macht sich auch nicht strafbar, wer einen Minderjährigen dazu anstiftet oder ihm dabei hilft, etwa durch Gewährung von Unterkunft oder Verpflegung bei ansonsten rein passivem Verhalten. Besteht hingegen eine Garanten- und damit Auskunftspflicht, kann sich, wer den Aufenthaltsort eines sich entziehenden Minderjährigen verschweigt, wegen Entziehung Minderjähriger durch Unterlassen strafbar machen.

## Statistik
2018 wurden in Deutschland 113 Personen aufgrund von § 235 StGB abgeurteilt, davon 74 verurteilt, davon 50 im Alter von 30 bis 50 Jahren. 2 Personen wurden zu einer Haftstrafe ohne Aussetzung zur Bewährung verurteilt, 23 Personen zu Haft auf Bewährung, 46 zu einer Geldstrafe, 3 nach Jugendstrafrecht zu einem Zuchtmittel und/oder einer Erziehungsmaßnahme. Die Geldstrafe betrug 26 Mal 31–90 Tagessätze, 13 Mal 91–180 Tagessätze. 19 Personen waren in Untersuchungshaft genommen worden. Wegen betroffener Kinder wurden 55 abgeurteilt, 34 verurteilt.